# 3 (álbum de FireHouse)
3 é o terceiro álbum de estúdio da banda americana de hard rock FireHouse, lançado em 1995 pelo selo Epic. O principal single do disco, "I Live My Life For You", é o maior hit da história da banda.

## Faixas
1. "Love Is A Dangerous Thing"
2. "What's Wrong"
3. "Something 'Bout Your Body"
4. "Trying To Make A Living"
5. "Here For Your"
6. "Get A Life"
7. "Two Sides"
8. "No One At All"
9. "Temptation"
10. "I Live My Life For You"

## Créditos
- C. J. Snare - vocais, teclados, baixo adicional
- Bill Leverty - guitarra, violão
- Perry Richardson - baixo
- Michael Foster - bateria

## Desempenho nas paradas musicais
| Parada musical (1995)          | Melhor posição |
| ------------------------------ | -------------- |
| Estados Unidos (Billboard 200) | 66             |
| Japão (Oricon)                 | 22             |